# Onogur-Inseln
Die Onogur-Inseln (bulgarisch Оногурски острови Onogurski ostrowi) sind eine Gruppe aus neun Inseln und einigen Klippen im Archipel der Südlichen Shetlandinseln. Sie liegen zwischen der Carlota Cove im Südwesten und dem Clothier Harbour im Nordosten vor der Nordwestküste von Robert Island, etwa 700 Meter südöstlich von Cornwall Island. Zur Inselgruppe gehören:
- Churicheni Island
- Grod Island
- Kovach Island
- Leeve Island
- Oescus Island
- Osenovlag Island
- Redina Island
- Svetulka Island
- Vilare Island

Die beiden größten Inseln der Gruppe, Kovach Island und Grod Island, haben eine Fläche von 11 bzw. 10 Hektar.
Britische Seeleute und Wissenschaftler nahmen 1822 und 1968 Vermessungen vor, chilenische Wissenschaftler 1971, argentinische 1980 und bulgarische 2005 sowie 2009. Die bulgarische Kommission für Antarktische Geographische Namen benannte sie 2009 nach der Ortschaft Onogur im Nordosten Bulgariens in Verbindung mit dem Volk der Onoguren.